# Zottegem Carnaval
Zottegem Carnaval is een meerdaags carnaval in het Belgische Zottegem, met vier carnavalsstoeten.
Het begint jaarlijks op de eerste vrijdag van januari met een stoet in de deelgemeente Sint-Goriks-Oudenhove en is daarmee het vroegste carnavalsevenement van het jaar in heel de wereld. De volgende  dag (zaterdag) trekt de stoet door het centrum van de stad. Carnaval Zottegem vindt volgens de regels plaats op de eerste zaterdag van januari tenzij die zaterdag op 1, 2, 3 of 4 januari valt (dan wordt Carnaval Zottegem verschoven naar de tweede zaterdag van januari). Er is ook een kindercarnaval (op zondag na de Zottegemse stoet) en een seniorencarnaval (op maandag na de Zottegemse stoet). Op de eerste vrijdag na de viering in het stadscentrum wordt ook in Erwetegem carnaval gevierd. Sinds 1980 vindt er ook in Sint-Maria-Oudenhove in januari telkens een carnaval plaats met een stoet (op de eerste zaterdag na de viering in het stadscentrum), voortgekomen uit het driekoningenfeest daar sinds 1973.
Elk jaar wordt een Zottegemse Prins Carnaval verkozen. De burgemeester overhandigt de symbolische stadssleutel aan Prins Carnaval voor de festiviteiten. Na de carnavalsperiode overhandigt Prins Carnaval Zottegem de sleutel symbolisch opnieuw aan de burgemeester.

## Groepen
1. De Kloefkes
2. De Jumpers
3. De Snoopy's
4. De Spetsers
5. De Confettis
6. De Jokers
7. De Troela's

## Geschiedenis
Zottegem Carnaval ontstond in de jaren 1950 uit de lokale Driekoningenvieringen. In Zottegem werden deze festiviteiten uitgebreid met een optocht die al snel een carnavalesk karakter kreeg waardoor men van Driekoningencarnaval sprak. Anno jaren 80 verdween het Driekoningen-element en bleef de carnavalsstoet over.